# Bloc des gauches
Vous lisez un « bon article » labellisé en 2023.
Pour le parti politique portugais fondé en 1999, voir Bloc de gauche.
Pour l'alliance politique luxembourgeoise ayant existé de 1908 à 1912, voir Bloc des gauches (Luxembourg).
Ne doit pas être confondu avec Bloc républicain de gauche.
La formule « Bloc des gauches » désigne, en France, l'alliance formée par les républicains modérés, les radicaux et les socialistes en vue des élections législatives de 1902, afin de lutter contre la droite conservatrice et nationaliste renforcée politiquement par la crise de l'affaire Dreyfus entre 1898 et 1899. 
Commencée en 1894 par la première condamnation pour espionnage du capitaine Alfred Dreyfus, cette affaire divise violemment le pays à partir de 1898, lors de la publication de la lettre ouverte J'accuse… ! d'Émile Zola. Les dreyfusards, partisans de la révision du jugement de 1894, s'opposent aux antidreyfusards, pour qui la révision est inadmissible, notamment en raison de la judéité de Dreyfus. L'agitation des nationalistes, majoritairement antisémites, menace gravement les institutions républicaines. En 1899, les républicains modérés décident de rompre avec la politique conservatrice de Jules Méline et des républicains progressistes, ce qui permet la formation d'un gouvernement de Défense républicaine présidé par Pierre Waldeck-Rousseau. Ce gouvernement lance une politique anticléricale, beaucoup de catholiques étant à la fois antisémites et antirépublicains, doublée d'une lutte active contre les milieux nationalistes, en même temps que sous la direction du socialiste Alexandre Millerand, il entreprend des réformes sociales.
Le Bloc des gauches remporte les élections législatives de 1902 au terme d'un scrutin qui enregistre un record de participation dans de nombreuses circonscriptions. L'action des partis de la majorité à la Chambre est coordonnée par un organisme créé à la suite de cette victoire, la « délégation des gauches », dans laquelle le socialiste Jean Jaurès tient un rôle essentiel. Le sénateur radical Émile Combes prend la tête du gouvernement. Ce dernier accentue la politique anticléricale du cabinet Waldeck-Rousseau et se montre intransigeant envers les congrégations religieuses dont la plupart sont expulsées tandis que les autres sont interdites d'enseignement, ce qui aboutit à la rupture des relations diplomatiques avec le Vatican en 1904.
L'affaire des fiches, qui consiste en un recensement occulte des opinions et pratiques religieuses des officiers militaires, entraîne la chute du gouvernement Combes en janvier 1905, mais sa politique est poursuivie sur le plan institutionnel par le gouvernement Rouvier, à l'origine du vote de la loi de séparation des Églises et de l'État le 9 décembre 1905 qui couronne la politique anticléricale du Bloc des gauches en mettant fin au Concordat de 1801.
L'unification des différents partis socialistes français au sein de la Section française de l'Internationale ouvrière (SFIO) en 1905 entraîne leur éloignement progressif vis-à-vis des républicains et la fissuration du Bloc des gauches. La position de rassemblement est cependant maintenue sur la question de la laïcité, ce qui permet aux partis de gauche de remporter une large victoire aux élections législatives de 1906. Par la suite, l'éventuelle résurgence du Bloc des gauches, souvent évoquée jusqu'à la Première Guerre mondiale, ne se concrétise pas, de sorte que le reclassement au centre du deuxième gouvernement Rouvier apparaît comme « l'épilogue de la période du Bloc », selon l'expression de l'historien Dominique Lejeune.
De nombreux historiens s'accordent sur le fait que l'action du gouvernement de Défense républicaine et du Bloc des gauches, période marquée par une stabilité gouvernementale peu courante sous la Troisième République, a permis de définir le caractère laïque de la République française et contribué à son enracinement dans le pays. Mais selon d'autres historiens, l'anticléricalisme militant du gouvernement Combes ne suffit pas à dissimuler la faiblesse du programme social du Bloc des gauches.

## Aux origines du Bloc des gauches: l'affaire Dreyfus et la Défense républicaine

### Affaire Dreyfus et péril nationaliste

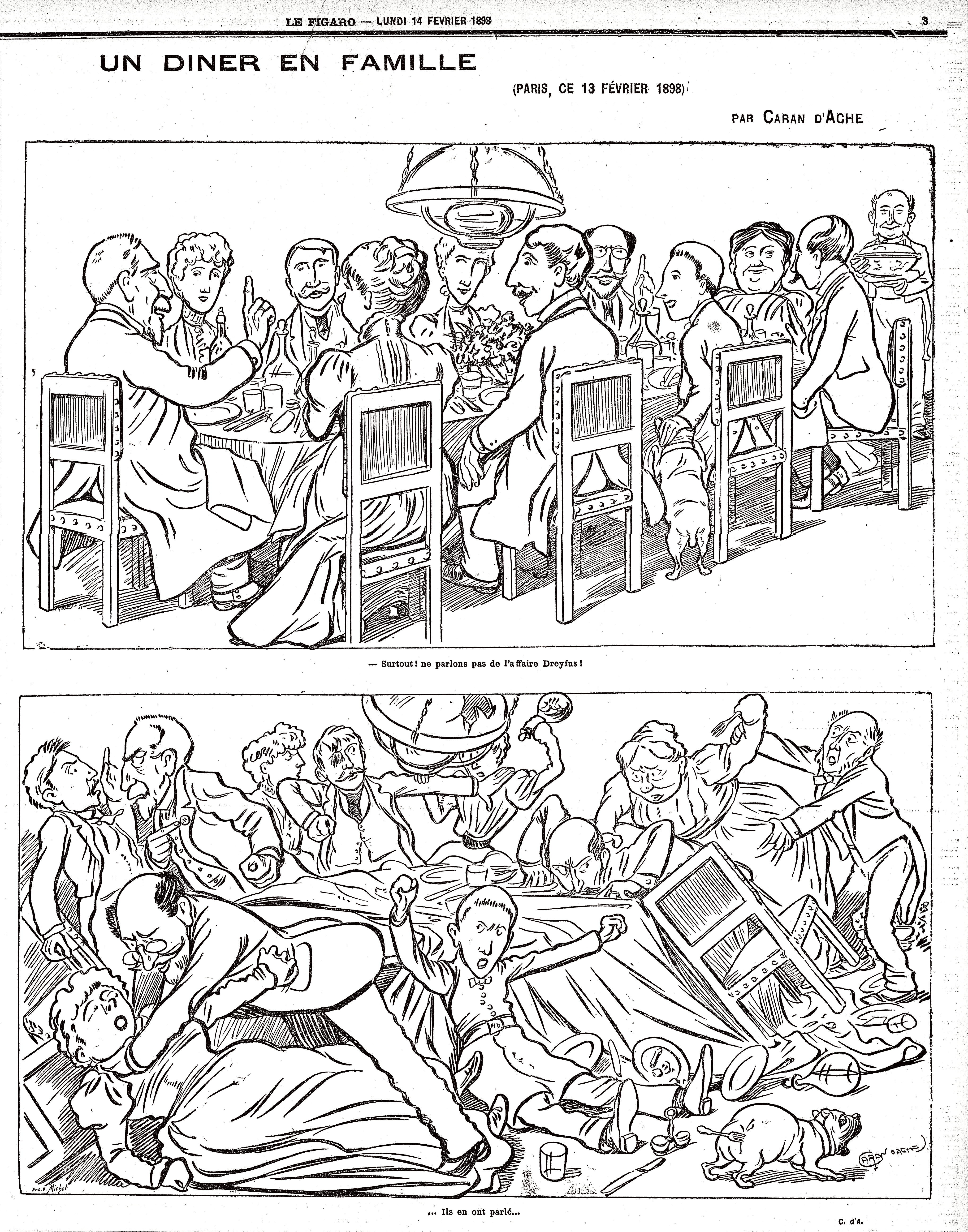
Un dîner en famille, caricature de Caran d'Ache traitant de l'affaire Dreyfus, parue dans Le Figaro le 14 février 1898.

Le 22 décembre 1894, le capitaine Alfred Dreyfus, officier d'état-major, issu d'une famille juive d'Alsace, est jugé coupable de trahison et d'intelligence avec l'Allemagne par le conseil de guerre, qui lui inflige la peine de la déportation à perpétuité au bagne en Guyane et la dégradation militaire. Bien que la condamnation s'appuie sur un document que le conseil de guerre a refusé de communiquer, ce jugement est accueilli plutôt favorablement. Seuls quelques proches de Dreyfus rejettent sa culpabilité, notamment son frère Mathieu et l'écrivain juif Bernard Lazare, qui sont les premiers à mener le combat pour prouver son innocence,. Ils reçoivent l'appui du lieutenant-colonel Picquart, officier du service de renseignement, qui découvre l'identité du coupable probable, le commandant Esterhazy. Le procès d'Esterhazy en 1897 aboutit cependant à son acquittement.

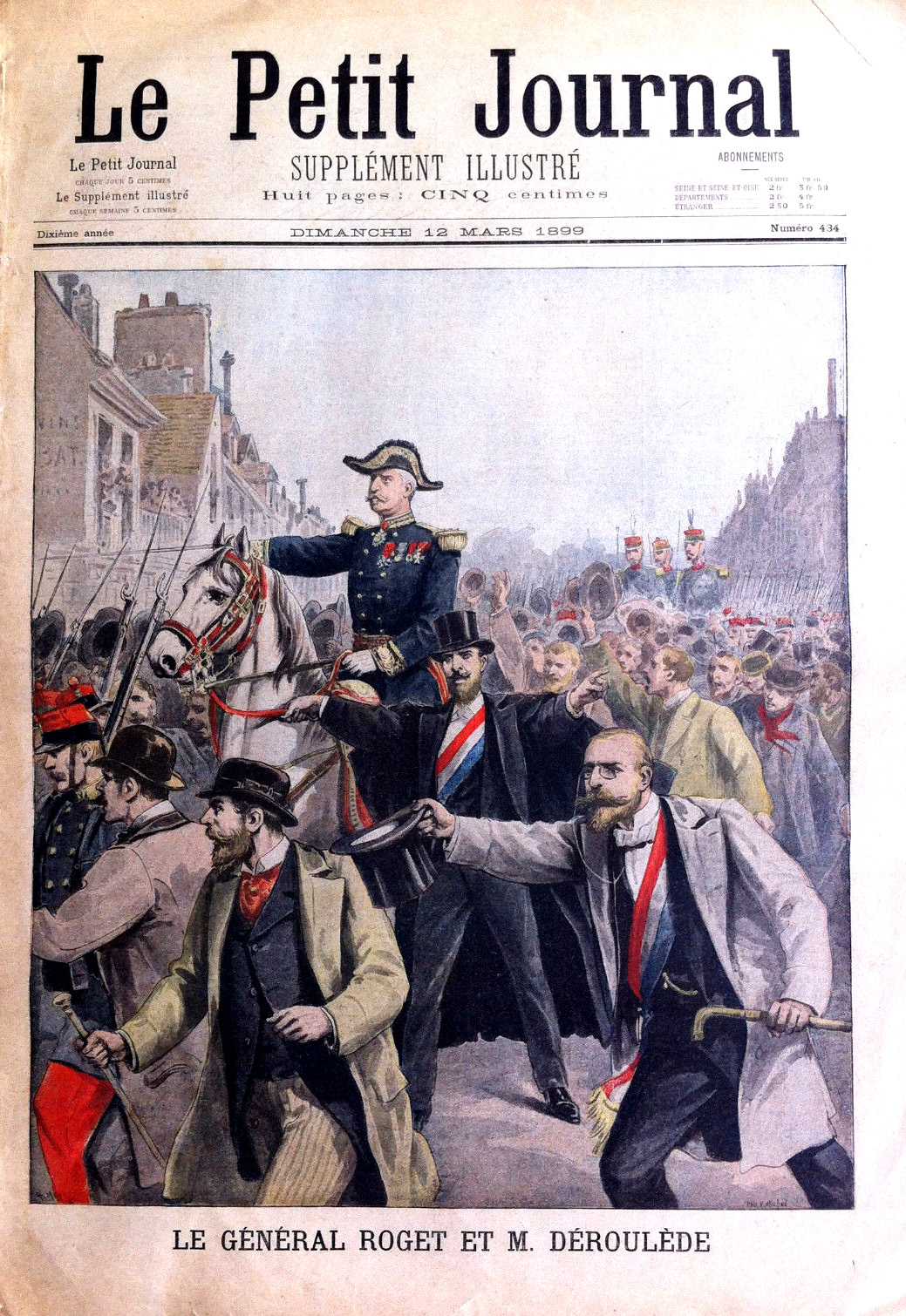
Figure nationaliste, Paul Déroulède tente un coup d'État le 23 février 1899.
Supplément illustré du Petit Journal.

Plusieurs responsables politiques, notamment le vice-président du Sénat Auguste Scheurer-Kestner, le socialiste Jean Jaurès et la majeure partie des radicaux, dont Georges Clemenceau, rejoignent alors le camp dreyfusard. L'affaire d'espionnage militaire devient une affaire politique de premier plan le 13 janvier 1898 avec la publication de la lettre ouverte J'accuse…! à la une de L'Aurore, journal dirigé par Clemenceau, dans laquelle l'écrivain Émile Zola dénonce une justice militaire qui blanchit un coupable afin de maintenir un innocent en prison. Poursuivi pour diffamation, Zola est condamné et s'exile en Angleterre.
La majeure partie de l'opinion restant convaincue de la culpabilité de Dreyfus, les élections législatives de mai 1898 ne sont pas affectées par l'affaire. Les gouvernements modérés de Jules Méline, Henri Brisson et Charles Dupuy demeurent antidreyfusards dans la mesure où, parmi les républicains comme parmi les monarchistes, nombreux sont ceux qui restent attachés à l'honneur de l'armée et au maintien de l'ordre, dans un contexte d'antisémitisme exacerbé. L'antidreyfusisme fédère les forces de droite et la montée du nationalisme culmine avec la tentative de coup d'État menée par Paul Déroulède en février 1899, lors des obsèques du président de la République Félix Faure.
En réaction, de nombreux intellectuels rejoignent les dreyfusards, la presse jouant alors son rôle de quatrième pouvoir. L'affaire divise le pays,. C'est dans ce contexte que naît la Ligue des droits de l'homme en 1898.
Inquiets de l'agitation provoquée par les mouvements nationalistes, qui pourrait mettre en péril les institutions républicaines, les républicains modérés décident de rompre avec la politique conservatrice de Jules Méline pour s'allier à gauche avec les radicaux et les socialistes. Pierre Waldeck-Rousseau est nommé le 22 juin 1899 à la tête d'un gouvernement de Défense républicaine,.

### Pierre Waldeck-Rousseau et la Défense républicaine (1899-1902)

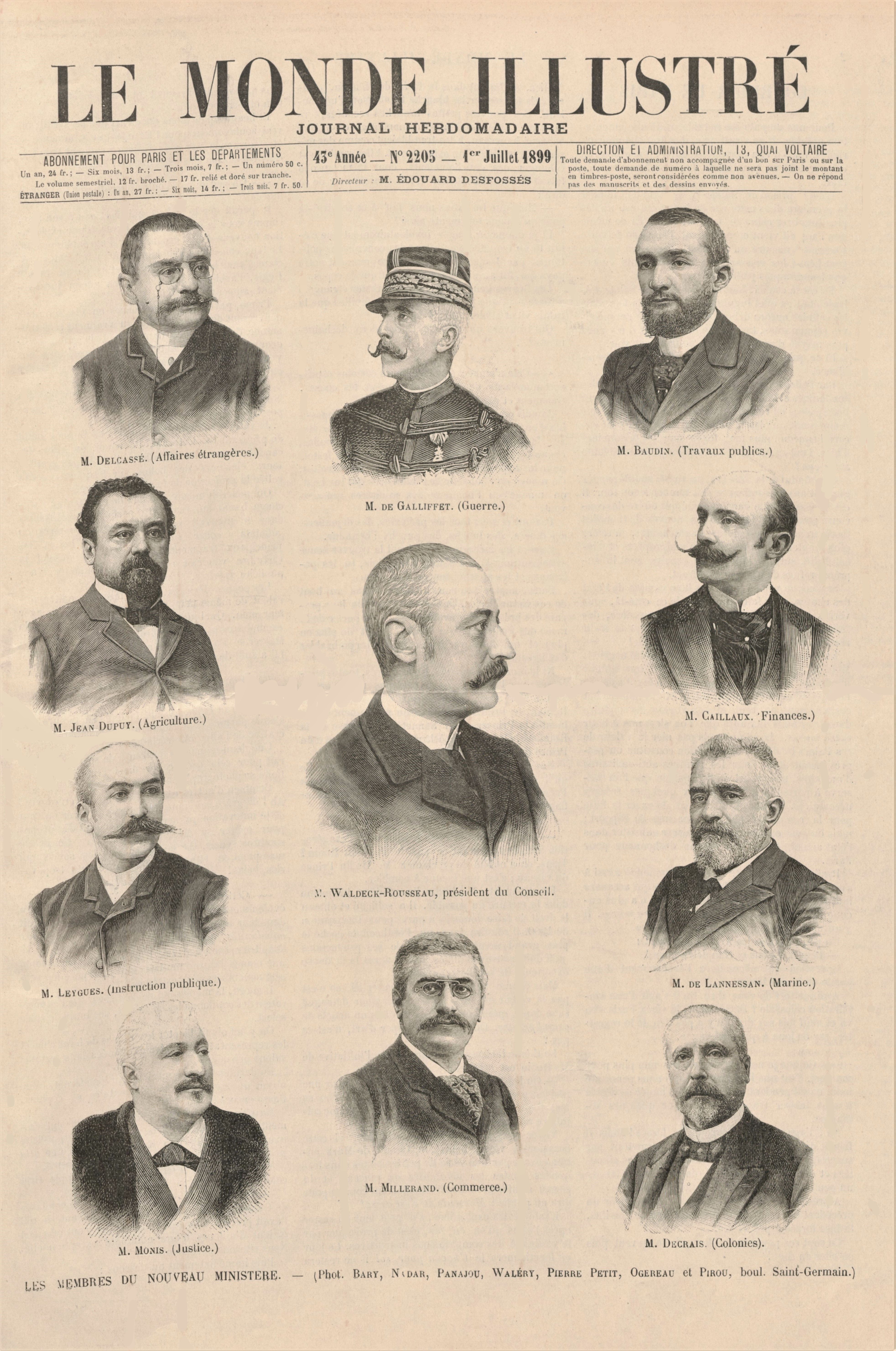
Le gouvernement Pierre Waldeck-Rousseau.
Le Monde illustré, 1er juillet 1899.

La constitution du gouvernement Waldeck-Rousseau intervient dans un contexte de crise dominé par les nationalistes, avec l'agression du président de la République Émile Loubet par le baron Christiani à l'hippodrome d'Auteuil le 4 juin 1899, l'acquittement triomphal de Paul Déroulède en cour d'assises après sa tentative de coup d'État et l'hommage rendu au commandant Marchand, héros de Fachoda. Unies contre la droite par les conséquences de l'affaire Dreyfus, les forces de gauche renforcent alors leur cohésion au sein d'un gouvernement de Défense républicaine, formé le 22 juin 1899 par Pierre Waldeck-Rousseau, ancien ministre de l'Intérieur de Léon Gambetta et de Jules Ferry. Ce gouvernement, qui n'obtient que 25 voix de majorité, rassemble trois ministres radicaux, le socialiste Alexandre Millerand, plusieurs républicains dreyfusards et un rallié sincère, le général Galliffet, dont l'autorité sur l'armée est essentielle bien qu'il soit haï par une partie de la gauche pour son implication dans la répression de la Commune en 1871.
Un « bloc » républicain voit désormais le jour dans le sillage de cette majorité gouvernementale nouvelle et élargie : il s'étend des socialistes aux progressistes dissidents et s'oppose au bloc de la « réaction », incarné par la droite qu'il rejette en dehors du champ de la République,. Sous l'autorité de Pierre Waldeck-Rousseau, qui se dit lui-même « républicain modéré, mais pas modérément républicain », la politique de la Défense républicaine est menée dans deux directions principales : la liquidation de l'affaire Dreyfus et l'action anticléricale.
Le 9 septembre 1899, le Conseil de guerre de Rennes rend un verdict absurde : Alfred Dreyfus est reconnu coupable avec circonstances atténuantes et sa peine est réduite à dix ans de réclusion. Furieux, Pierre Waldeck-Rousseau obtient du président de la République Émile Loubet, le 19 septembre suivant, la grâce du condamné, ce qui ne peut satisfaire les dreyfusards les plus engagés, même si cela met un terme aux souffrances physiques injustement endurées par le capitaine depuis cinq ans. Dans le même temps, le gouvernement engage une lutte active contre les menées factieuses : les chefs de certaines ligues antidreyfusardes sont jugées par le Sénat siégeant en Haute Cour, comme Paul Déroulède, condamné à six ans de bannissement, ou Jules Guérin, condamné à dix ans de détention. Le gouvernement prononce également la dissolution de la congrégation des Assomptionnistes, qui avait mené une campagne violente contre la révision du procès, les juifs, les protestants et les laïcs. Il procède également à une série de mutations de hauts magistrats et de généraux. Galliffet et son successeur, le général André, entreprennent de démocratiser l'armée et les nominations aux différents grades relèvent désormais de l'autorité du ministre et non plus d'une commission formée d'officiers supérieurs.
La politique anticléricale du gouvernement Pierre Waldeck-Rousseau se concentre dans le vote de la loi sur les associations du 1er juillet 1901, qui prévoit la liberté pour la création des associations laïques non professionnelles et ne s'applique pas aux congrégations, exclues du droit commun. De fait, les congrégations doivent solliciter, dans un délai de trois mois, une autorisation qui ne peut leur être accordée que par une loi, donc par un vote du Parlement. Leur contrôle est également renforcé : pouvant être dissoutes par décret, elles doivent également demander un décret pour fonder un nouvel établissement. Conformément à la loi de 1901, environ 600 congrégations sur près de 800 demandent leur autorisation, tandis que d'autres, comme les Jésuites ou les Bénédictins, font le choix de l'exil, de la dissolution ou de la dispersion.

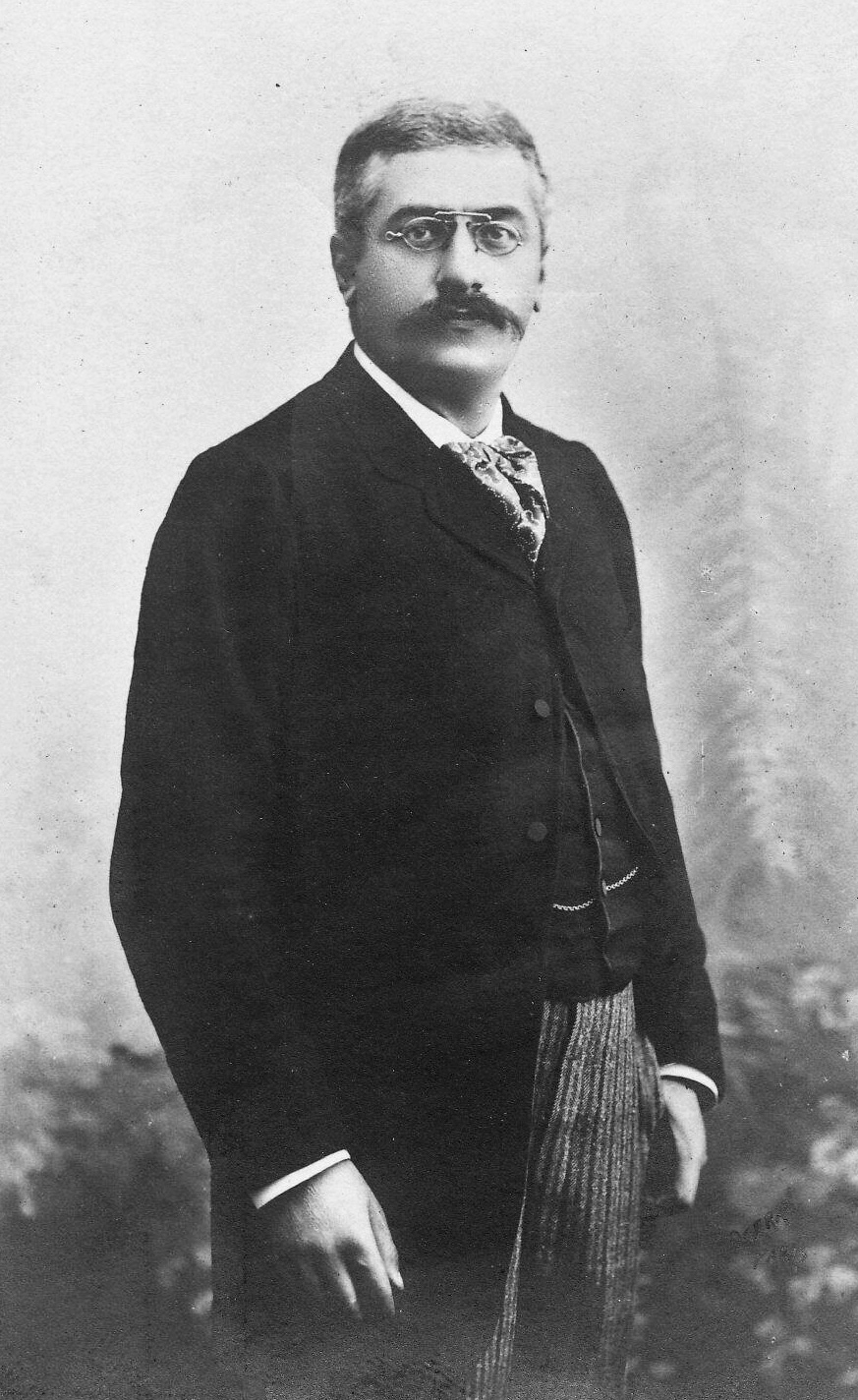
Alexandre Millerand, vers 1900.

Le gouvernement de Défense républicaine mène aussi une politique sociale, sous l'impulsion d'Alexandre Millerand, qui se traduit notamment par le vote de la loi du 30 mars 1900 qui limite la journée de travail à onze heures pour les ouvriers de tout âge et de tout sexe, tout en prévoyant une nouvelle réduction à dix heures dans un délai de quatre ans. Millerand procède également au contingentement de la main-d'œuvre étrangère afin de protéger le travail des Français, fixe la journée de travail des mineurs à neuf heures, et crée une Direction du travail, confiée à Arthur Fontaine et « destinée à régir les conditions d'emploi des ouvriers de l'État et des communes ».
Dressant le bilan de son action, Pierre Waldeck-Rousseau déclare : « Nous laissons à ce pays une tranquillité que depuis longtemps il n’a pas connue. »

### Création du Parti radical (1901)
La loi de 1901 sur la liberté d'association est une étape importante de la vie politique française car elle permet la création de véritables partis politiques organisés. En juin 1901, avant même le vote de la loi, le Parti républicain, radical et radical-socialiste est fondé et devient le premier grand parti moderne. Il rassemble à l'origine 201 députés, 78 sénateurs, 849 maires et conseillers généraux, 476 comités électoraux, 155 loges maçonniques et 215 journaux, parmi lesquels La Dépêche de Toulouse et Le Progrès, deux quotidiens régionaux, apportant un lectorat massif,. Les comités, qui constituent la base de l'organisation du parti radical, sont particulièrement actifs dans le Sud-Ouest, c'est-à-dire l'aire de diffusion de La Dépêche.
Malgré la victoire des nationalistes à Paris lors des élections municipales de 1900, les radicaux obtiennent des résultats qui leur apportent un ancrage dans la France rurale, une tendance qui se confirme lors des élections cantonales en 1901, les radicaux remportant plusieurs département dont le Rhône. Les nombreux succès qu'ils enregistrent après la création du parti constituent alors un véritable « âge d'or » du radicalisme.
Implanté sur l'ensemble du territoire, et notamment dans les campagnes, le parti radical s'enracine profondément dans la société française, le radicalisme obtenant une large audience auprès des petits paysans propriétaires et des classes moyennes, artisans, commerçants, employés et fonctionnaires, après avoir prospéré dans les grands centres urbains. Créé dans le but de rassembler tous les républicains, par opposition à la droite conservatrice et nationaliste qui se fait jour au lendemain de l'affaire Dreyfus, le nouveau parti se définit comme républicain, laïque et anticlérical.
Du côté des républicains modérés, les partisans de Pierre Waldeck-Rousseau constituent un autre parti, l'Alliance républicaine démocratique, qui défend « une république ordonnée et libérale » et se proclame anticollectiviste, antinationaliste et anticléricale.

### Influence des sociétés de pensée

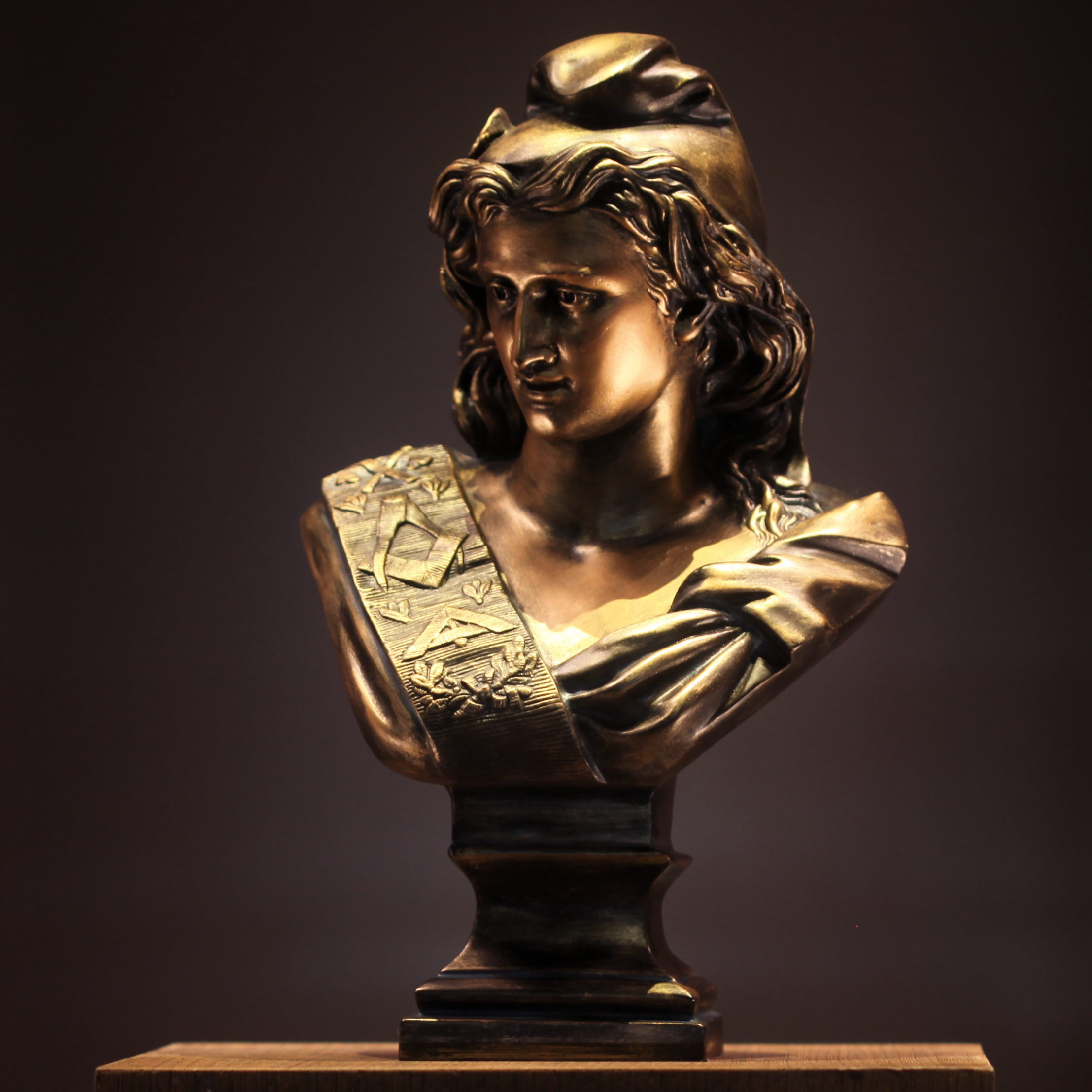
Marianne maçonnique de Paul Lecreux (1887).

La franc-maçonnerie, très largement impliquée dans la vie politique et sociale du pays, affiche une large sympathie radicale au tournant du XXe siècle, et représente alors un vivier de membres, de sympathisants et d'électeurs pour les grands partis qui s'organisent au sein du Bloc des gauches. Comme le souligne l'historien Michel Winock, la franc-maçonnerie joue un rôle indiscutable dans le processus d'unification et d'organisation du Parti radical.
L'essor de la libre-pensée, associé au développement d'une presse anticléricale spécialisée, de même que la création de la Ligue des droits de l'homme, des comités républicains qui rejoignent la Ligue française de l'enseignement et des universités populaires issues de l'affaire Dreyfus, sont autant d'éléments qui forment ce que Madeleine Rebérioux nomme le vivier commun où puisent les forces politiques majoritaires. Par leur action sociale, militante et éducative, elles contribuent à détourner le peuple du « danger clérical et du péril nationaliste ». L'électorat de gauche, au tournant du XXe siècle, se compose ainsi « d'un peuple anticlérical et libre-penseur, petit-bourgeois mais aussi ouvrier ».

## Le Bloc des gauches, ou l'âge d'or de l'anticléricalisme

### Victoire de la gauche aux élections législatives de 1902 et gouvernement Combes
C'est dans le contexte des luttes religieuses engendrées par la loi de 1901 que sont organisées les élections législatives de 1902. Le scrutin mobilise les électeurs, avec une participation record qui dépasse les 90 % de votants dans de nombreuses circonscriptions. L'expression « Bloc des gauches » désigne alors l'alliance conclue par les forces dreyfusardes ayant soutenu depuis près de trois ans la Défense républicaine de Pierre Waldeck-Rousseau. Cette union s'organise autour d'un programme aux fondements idéologiques plus radicaux que socialistes, et permet « de dépasser la division des gauches sur la lutte des classes et le calendrier des réformes sociales en cristallisant en quelque sorte les attentes du mouvement ouvrier le plus modéré par la continuation d'une lutte émancipatrice contre le cléricalisme », selon l'analyse de l'historien Julien Bouchet.

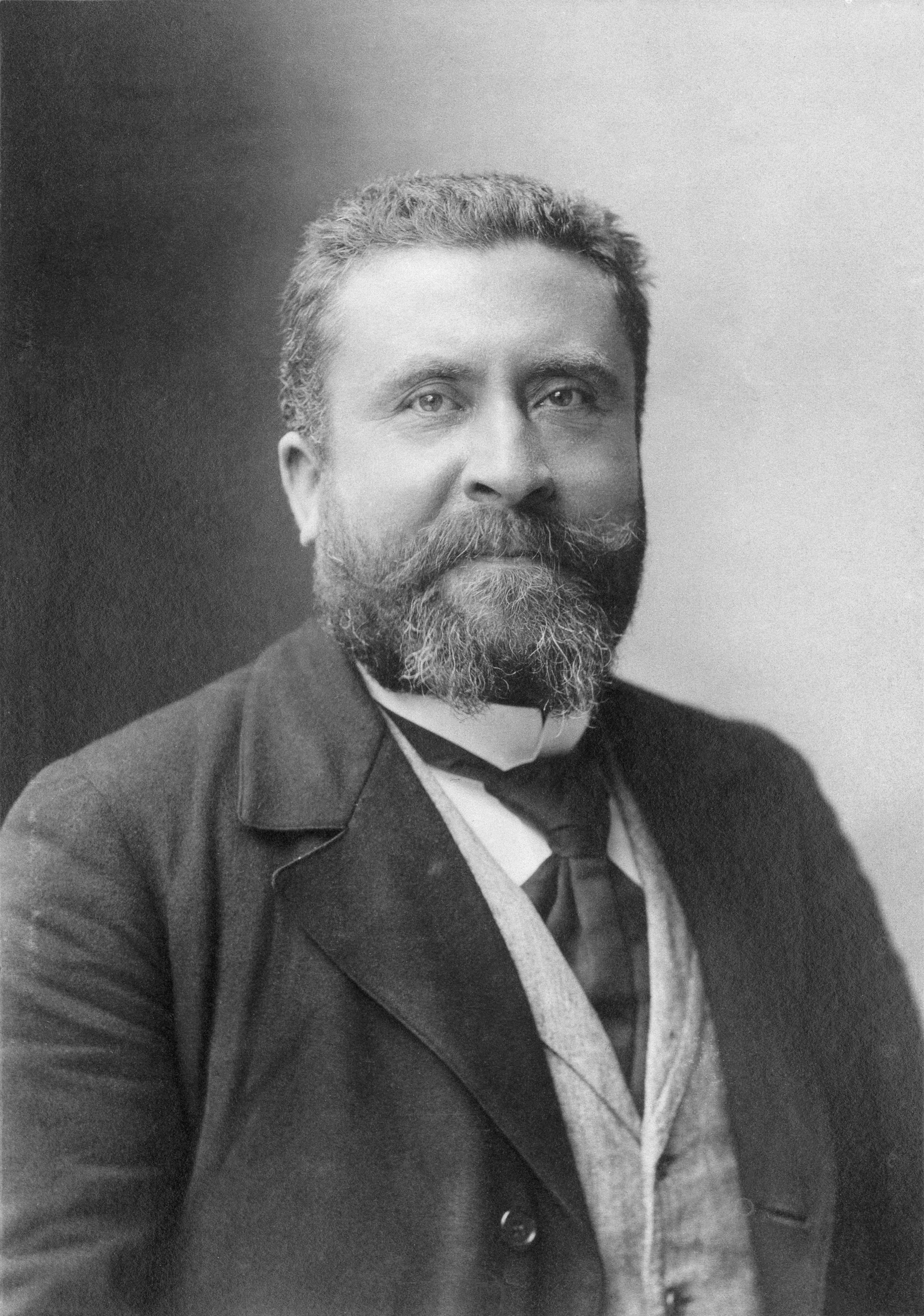
Jean Jaurès, photographié par Nadar en 1904.

La victoire de la gauche tient en partie à la grande habileté des désistements au second tour grâce aux accords passés entre le Parti radical, l'Alliance démocratique de Pierre Waldeck-Rousseau et le Parti socialiste français mené par Jean Jaurès. Républicains modérés, laïques et libéraux, les membres de l'Alliance démocratique représentent ceux des progressistes qui ont choisi la voie de la Défense républicaine trois ans plus tôt, parmi lesquels Raymond Poincaré, Louis Barthou, Maurice Rouvier, Jules Siegfried, Eugène Étienne ou Joseph Caillaux.
Le Bloc des gauches n'obtient que 200 000 voix de plus que la droite, mais cette victoire est bien plus nette qu'en 1898, où la poussée en voix ne s'était pas traduite en nombre de sièges,. Les élections législatives de 1902 attribuent environ 370 sièges à la gauche, dont près de 220 aux radicaux et radicaux-socialistes, une centaine aux modérés et une cinquantaine aux socialistes, contre environ 220 sièges à la droite, constituée de conservateurs et de modérés d'opposition,. Le résultat des élections législatives fait apparaître un fort clivage : aux régions conservatrices de l'ouest de la France, favorable aux monarchistes ou du nord-est, de tendance méliniste, s'opposent les régions largement acquises aux républicains, à savoir le nord, le centre et les Midis aquitain et méditerranéen,.

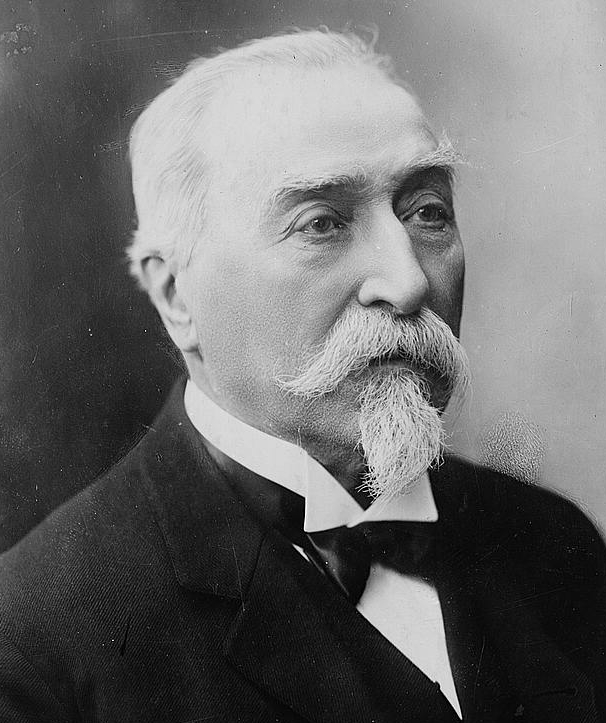
Le président du Conseil Émile Combes.

Après le scrutin, Pierre Waldeck-Rousseau démissionne le 3 juin 1902, officiellement pour des raisons de santé, bien que l'historien Vincent Duclert note que l'anticléricalisme militant de la nouvelle assemblée entre en conflit avec son propre libéralisme républicain. C'est la première fois qu'un gouvernement de la Troisième République se retire sans avoir été mis en minorité, après une longévité exceptionnelle de deux ans et onze mois, du jamais vu depuis 1870. Sur la suggestion de Waldeck-Rousseau, le sénateur radical Émile Combes est chargé par le président de la République Émile Loubet de former le nouveau gouvernement. Celui-ci comprend six radicaux parmi ses onze membres, et aucun socialiste, ses autres membres étant des modérés « d'action républicaine ». Théophile Delcassé conserve les Affaires étrangères, tandis que la nomination de Maurice Rouvier aux Finances vise à rassurer les milieux d'affaires,.
Âgé de 67 ans quand il devient président du Conseil, Émile Combes, ancien séminariste devenu médecin, ministre de l'Instruction publique et des Cultes du gouvernement Léon Bourgeois en 1895, préside alors le groupe de la Gauche démocratique au Sénat et représente la bourgeoisie moyenne, élevée dans le catholicisme sous le Second Empire et devenue républicaine et farouchement anticléricale.

### Organisation parlementaire du Bloc des gauches et opposition

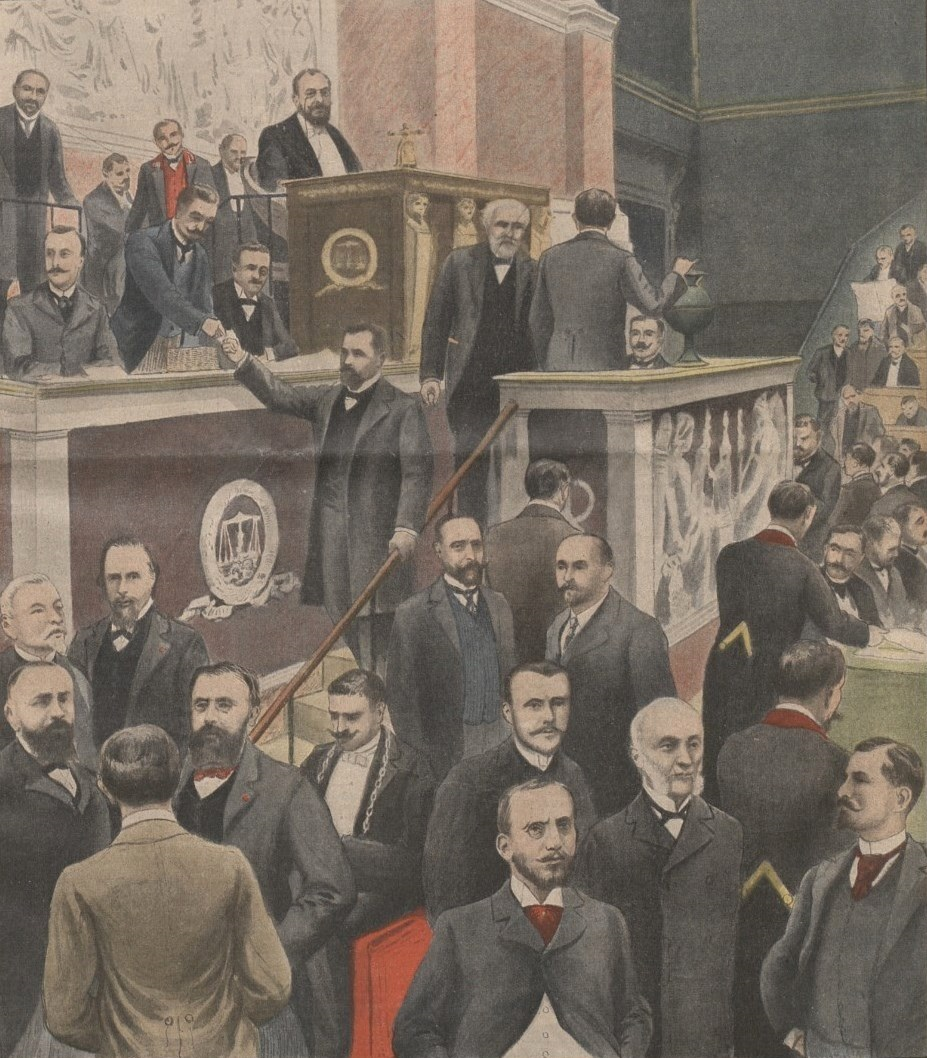
M. Bourgeois président de la Chambre des députés, supplément illustré du Petit Journal du 15 juin 1902.

À la Chambre des députés, présidée par le radical Léon Bourgeois, le Bloc des gauches s'organise autour d'une délégation des gauches qui intègre les socialistes de Jean Jaurès et coordonne l'action des partis majoritaires, à savoir le Parti radical, qui siège en deux groupes à la Chambre (gauche démocratique et radicaux-socialistes) et l'Alliance démocratique,. Présidée par le radical Ferdinand Sarrien, la délégation, dont le but est de servir d'intermédiaire entre les parlementaires de la majorité et le gouvernement, permet la mise en place d'une discipline de vote et de parole chez l'ensemble des députés du Bloc. Bien que séparés en deux partis, le Parti socialiste français de Jaurès et le Parti socialiste de France, issu de la fusion en septembre 1902 des mouvances de Jules Guesde et Édouard Vaillant, les socialistes soutiennent le ministère par leurs votes au Parlement. Ils refusent cependant d'intégrer le gouvernement, leur participation n'étant pas indispensable au vu du résultat des élections.
L'opposition apparaît divisée. À l'extrême droite, les années 1902-1905 sont une période de crise pour la plupart des organisations nationalistes dans la mesure où leurs divisions sur les questions religieuses, les querelles de cadre et leur manque de visibilité au Parlement (une trentaine d'élus à la Chambre des députés) ne leur permettent pas de « proposer une opposition circonstanciée à la République radicaliste ». L'émergence de l'Action française favorise l'organisation d'une droite radicale et contre-révolutionnaire qui, notamment par le succès de diffusion de son journal, « relance l'idée royaliste, tout en récupérant les thèmes et les militants des mouvements nationalistes ».
Les forces politiques de droite, certes en retrait, s'organisent autour de cette nouvelle tendance nationaliste, mais également autour des catholiques ralliés et des progressistes. Parmi les nombreux catholiques ayant fini par accepter les institutions républicaines, certains se regroupent sous la bannière de l'Action libérale populaire, fondée par les anciens monarchistes Jacques Piou et Albert de Mun, et qui entend lutter contre l'anticléricalisme pour défendre les libertés religieuses. Bien qu'elle bénéficie d'une faible représentation au Parlement, cette nouvelle structure possède une véritable force partisane avec près de 2 000 comités et 200 000 adhérents. La majorité des progressistes qui, suivant Jules Méline et ayant refusé de soutenir la Défense républicaine de Waldeck-Rousseau, figurent eux aussi dans l'opposition au Bloc des gauches et se regroupent finalement en novembre 1903 pour former la Fédération républicaine. Son programme prône un révisionnisme modéré, aux aspirations libérales et conservatrices.
Par ailleurs, les républicains de gauche, principalement regroupés dans l'Alliance républicaine démocratique, « hostiles à tout révisionnisme, laïcs intransigeants mais sans sectarisme, favorables au libéralisme mais aussi à l'effort mutualiste » revendiquent une place au centre gauche, mais à l'écart de la majorité gouvernementale.

### La«République des comités»
L'historien Michel Winock présente Émile Combes comme l'un des meilleurs représentants de la « République des comités », c'est-à-dire des groupes de soutien qui se constituent dans un but électoral. Albert Thibaudet les définit comme « la cellule politique constituée par les bons citoyens de chaque localité, réunis en société fermée, correspondant entre eux par la société mère ». Il y voit même « la respiration d'une démocratie », dans la mesure où ils « constituent une puissance organique de contrôle », au même titre que la presse. Le philosophe Alain, fervent défenseur du combisme, voit dans cette méthode de gouvernement « l'action permanente de l'électeur sur l'élu ».

### Le combisme, un anticléricalisme de combat (1902-1904)

#### Lutte contre les congrégations

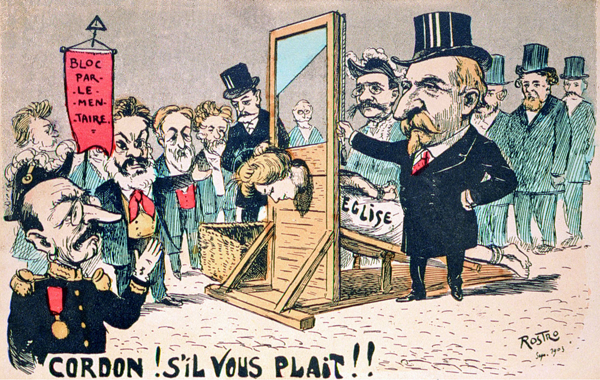
La séparation de l’Église et de l’État, carte postale satirique dépeignant la décapitation de l'Église catholique par Émile Combes (1er septembre 1903).

Le gouvernement Émile Combes se distingue de son prédécesseur « par le règne d'un virulent militantisme anticlérical ». Bien qu'il ne partage pas l'athéisme militant de nombre de ses soutiens, Émile Combes se livre à une stricte application de la loi de 1901. L'historien Dominique Lejeune présente le combisme comme un anticléricalisme de combat, principalement dans le domaine scolaire : « Il ne s'agit plus d'alphabétiser les petits Français, mais de parachever le contrôle de l'École par l'État républicain laïc. » De fait, dès son premier discours au Parlement, Émile Combes déclare la guerre à ce qu'il nomme le « péril clérical », et place son gouvernement sur la voie d'une application rigoureuse de la loi de 1901.
Dès l'été 1902, le gouvernement ordonne la fermeture d'environ 3 000 établissements scolaires congréganistes non autorisés car ouverts avant le vote de cette loi,. Cette mesure déchaîne la colère des milieux catholiques et de grandes manifestations sont organisées. Émile Combes saisit alors le Conseil d'État pour étudier le cas des évêques protestataires et annonce l'élargissement de sa politique anticléricale poursuivant la politique d'expulsion des congrégations. Combes, en tant que ministre des Cultes, décide que le gouvernement doit accorder son autorisation à cinq congrégations seulement, en raison de leur vocation contemplative, charitable ou missionnaire : les cisterciens de Lérins, les Frères de Saint-Jean-de-Dieu, les trappistes, et les deux compagnies missionnaires des Pères blancs et des Missions africaines. Le sort des autres congrégations est soumis aux députés qui, après une semaine de débat en mars 1903, décident de refuser en bloc toutes les demandes d'autorisation. Les expulsions se déroulent dans un climat de tension, particulièrement en Bretagne, où des troupes sont mobilisées pour permettre le bon déroulement des opérations.

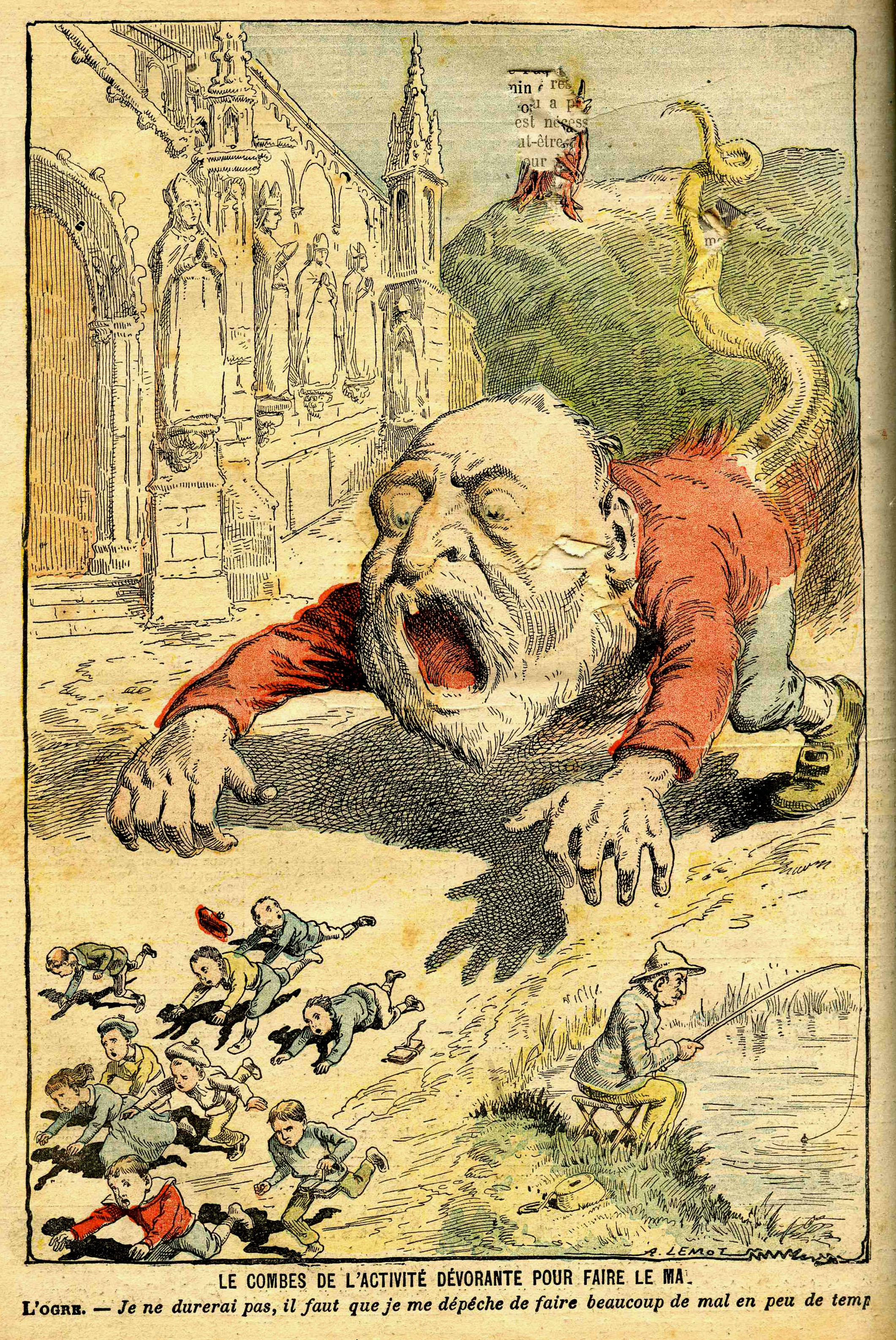
Le Combes de l'activité dévorante pour faire le mal, caricature d'Achille Lemot dans Le Pèlerin le 27 juillet 1902.

Le 13 septembre 1903, à l'occasion de l'inauguration d'un monument dédié à Ernest Renan à Tréguier, Émile Combes annonce son intention d'interdire l'enseignement à toutes les congrégations autorisées. Le 7 juillet 1904, la loi relative à la suppression de l'enseignement congréganiste prive les frères des écoles chrétiennes de leur liberté d'enseigner sur le territoire métropolitain, ce qui les contraint à se séculariser ou à cesser d'enseigner,. Par ailleurs, la loi prévoit la fermeture de tous ces établissements dans un délai maximum de dix ans. D'autres mesures sont prises, comme l'interdiction pour tous les religieux de se présenter aux concours de l'agrégation et la laïcisation des prétoires de justice, qui perdent leurs emblèmes religieux.
Comme le souligne Vincent Duclert, l'anticléricalisme du cabinet Combes « s'accompagn[e] d'une contestation des hiérarchies militaires traditionnelles » avec des mesures symboliques comme la décision de baptiser les navires de la marine française par des noms à signification républicaine ou l'abandon de la mise en berne des pavillons le Vendredi saint. Par ailleurs, la circulaire du 1er avril 1904 recommande le retrait des crucifix des tribunaux et des écoles communales. Le combat anticlérical est également mené au niveau local où de nombreux arrêtés municipaux sont pris pour interdire des processions, réglementer les convois funèbres ou proscrire le port de la soutane.

#### Rupture avec Rome

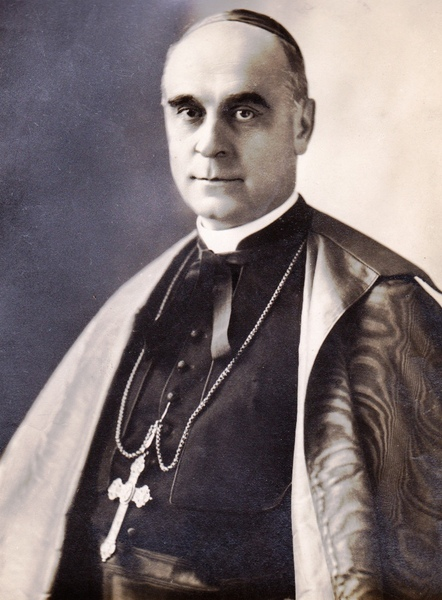
Le cardinal Merry del Val, secrétaire d'État du pape (photographié vers 1914).

Le Concordat permettant déjà au gouvernement de contrôler le clergé français par l'intermédiaire de la nomination des évêques, du traitement des prêtres et de l'entretien des bâtiments du culte, Émile Combes l'utilise pour renforcer l'autorité de l'État et diminuer d'autant l'influence du Saint-Siège sur le clergé : à plusieurs reprises, Combes, en tant que ministre des Cultes, désigne à l'épiscopat des personnages dont le souverain pontife ne veut pas, et plusieurs postes d'évêques demeurent sans titulaire.
En 1904, dans le cadre du rapprochement diplomatique entre la France et l'Italie, le voyage à Rome du président Émile Loubet suscite la colère du Vatican. Une note de protestation contre cette visite, adressée à toutes les chancelleries apostoliques par le cardinal Merry del Val, secrétaire d'État, conduit le gouvernement français à rappeler son ambassadeur auprès du Vatican. Dans le même temps, le pape Pie X ayant convoqué deux évêques sans l'autorisation préalable du gouvernement, Émile Combes leur interdit le voyage et finit par annoncer, le 30 juillet 1904, la rupture des relations diplomatiques entre Paris et Rome. De fait, cette déclaration annonce la fin de la mission du nonce apostolique à Paris, et le retrait des crédits relatifs à l'ambassade de France au Vatican du budget de 1905.
Pour autant, la politique anticléricale du cabinet Combes n'est pas autant poussée que certains membres des partis de gauche l'auraient souhaité. Émile Combes refuse de suivre l'avis de ceux qui veulent interdire les concours d'accès à la fonction publique aux anciens élèves des écoles catholiques et se prononce contre le monopole de l'enseignement par l'État. De fait, les établissements religieux peuvent rouvrir sous une forme laïcisée.

### Autres réalisations
Dès mars 1904, le socialiste Alexandre Millerand, ancien ministre du Commerce et du Travail du gouvernement Pierre Waldeck-Rousseau, reproche à son successeur Georges Trouillot comme à l'ensemble du gouvernement Combes l'abandon de son programme social au profit de la lutte anticongréganiste. Les réformes sur le plan social sont en effet quasi-inexistantes sous le ministère Combes, à l'exception de la journée de huit heures octroyée aux ouvriers des arsenaux par le ministre de la Marine, Camille Pelletan. L'enlisement du projet de retraites ouvrières, comme celui du projet d'impôt sur le revenu, témoignent en revanche de la faiblesse de l'œuvre sociale du combisme. Le cabinet Rouvier qui lui succède fait voter une loi sur l'assistance aux invalides.
Sur le plan politique, Émile Combes entend achever la républicanisation de la France, en particulier son administration, tout comme l'armée et la magistrature. Pour ce faire, il s'appuie notamment sur les préfets. Le 20 juin 1902, dans une circulaire qui leur est adressée, le secrétaire général du ministère de l'Intérieur, qui n'est autre qu'Edgard Combes, le fils du président du Conseil, résume l'action que le gouvernement entend mener dans la fonction publique : « Votre devoir vous commande de réserver les faveurs dont vous disposez seulement à ceux de vos administrés qui ont donné des preuves non équivoques de fidélité aux institutions républicaines. Je me suis mis d'accord avec mes collègues du cabinet pour qu'aucune nomination, qu'aucun avancement de fonctionnaire appartenant à votre département ne se produise sans que vous ayez été au préalable consulté,. »
Le général Louis André entreprend une série de mesures pour accélérer la démocratisation de l'armée et emporter l'adhésion des militaires à la République. L'exigence de la dot pour les fiancées d'officiers est supprimée, tandis que le ministre réserve le dixième des postes de sous-lieutenants aux adjudants. Par ailleurs, la plupart des services de renseignements de l'armée sont transférés à la Sûreté générale.

### Affaire des fiches et chute du gouvernement Combes (1904-1905)

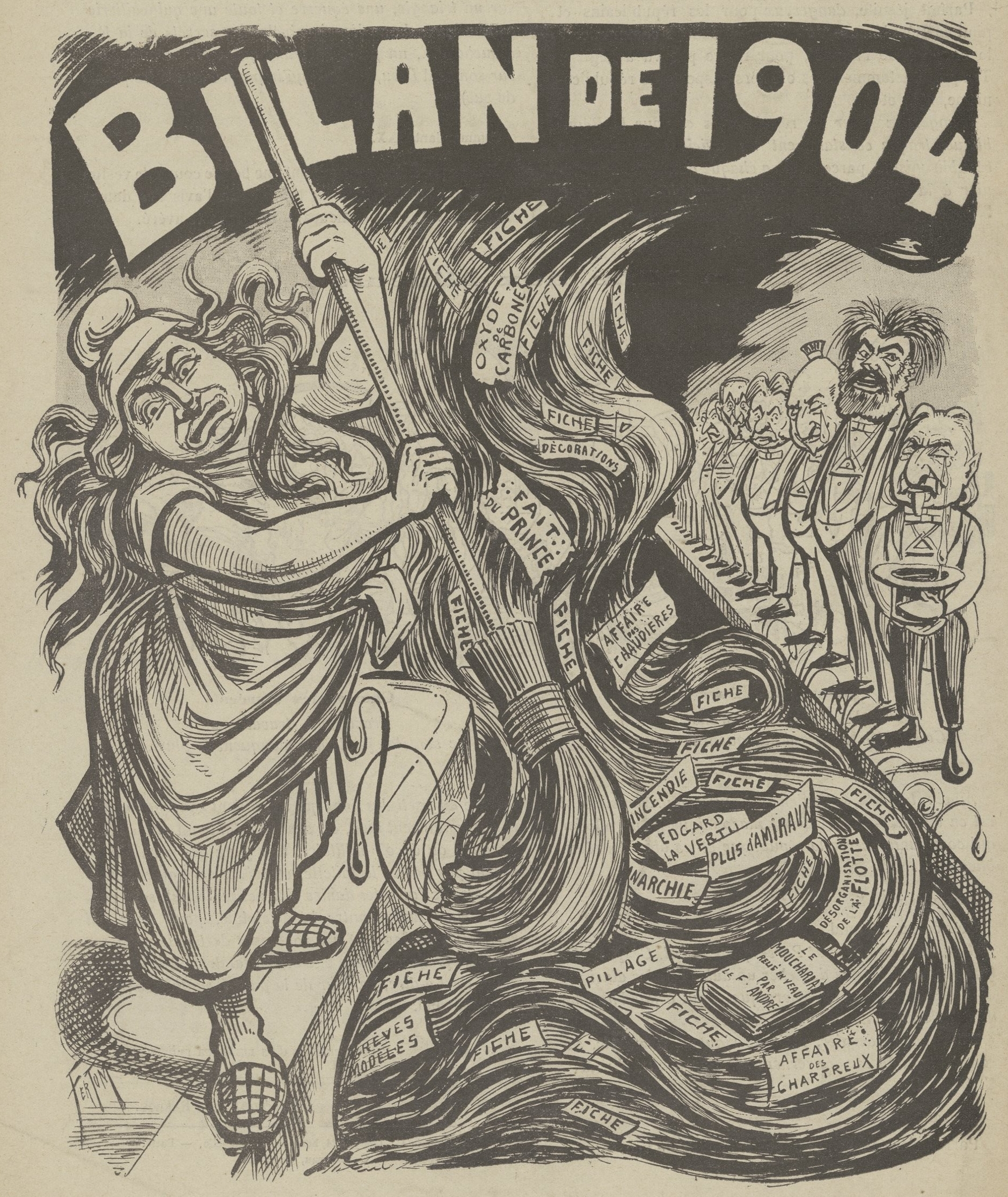
Bilan de 1904, caricature dénonçant les scandales impliquant les membres du cabinet Combes dans Le Veau d'or.

La popularité d'Émile Combes durant son ministère est immense : il reçoit de nombreuses adresses et félicitations, émanant principalement de conseils municipaux, de sociétés de pensée ou de comités républicains, et de nombreux banquets sont organisés en son honneur. Ses origines sociales modestes séduisent la population tout autant que son anticléricalisme intransigeant, que l'un de ses détracteurs, Charles Péguy, qualifie de « césarisme en veston ». Une grande partie de la population voit alors « dans le combat permanent contre les anciennes élites la possibilité de réunir les conditions politiques nécessaires à de profondes réformes sociales », bien que celles-ci soient presque inexistantes. Le soutien populaire au combisme se confirme lors des élections municipales de 1904, remportées par le Bloc des gauches. Émile Combes reçoit également le soutien de nombreux intellectuels. Des écrivains comme Anatole France, des historiens comme Alphonse Aulard et Charles Seignobos s'engagent et militent dans la presse, le philosophe Ferdinand Buisson est élu député de Paris en 1902.

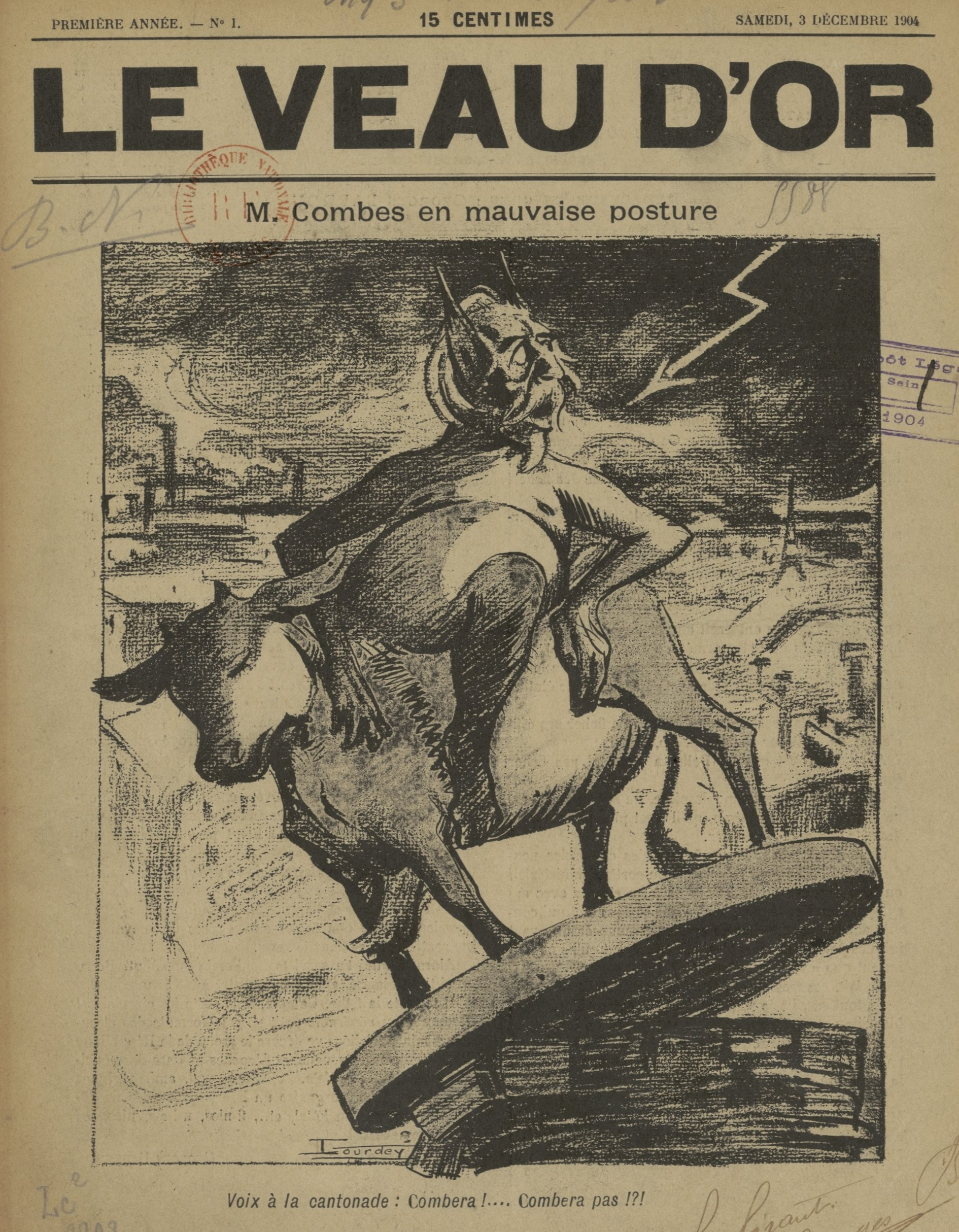
M. Combes en mauvaise posture, caricature du président du Conseil Émile Combes par le Veau d'or (décembre 1904). Comme à son habitude, le journal le présente sous traits d'un diable cornu.

Pour autant, dès 1904, l'effritement du Bloc des gauches est manifeste et les critiques viennent de tous côtés : le Bloc des gauches apparaît trop conservateur pour les socialistes, et trop à gauche pour les modérés. D'un côté, les socialistes reprochent au gouvernement Combes son inaction en matière sociale, dénonçant le fait que l'anticléricalisme de combat dissimulerait la volonté de ne pas agir sur le plan social. De fait, les grèves se multiplient dès 1902, démontrant le mécontentement grandissant du mouvement ouvrier. De l'autre côté, l'anticléricalisme du cabinet Combes dresse contre lui une partie des républicains modérés de l'Alliance démocratique, de même que certains radicaux qui entrent en dissidence, à l'image de Paul Doumer, pour qui le combisme est trop sectaire. Les dissidents s'insurgent également contre la discipline de vote imposée par la délégation des gauches, une accusation reprise par différents titres de presse. Par ailleurs, le président de la République Émile Loubet, qui voue une inimitié tenace à Émile Combes, désapprouve la politique anticléricale du gouvernement et se positionne ouvertement contre la loi de Séparation des Églises et de l'État que le cabinet entend présenter prochainement.
Ainsi, la « brutalité du style gouvernemental d'Émile Combes » finit par heurter nombre de ses soutiens politiques selon la formule de l'historien Vincent Duclert, car « le combisme devenait progressivement une entreprise de confiscation de la République au profit du seul groupe politique au pouvoir ». Il précise que « ce détournement des institutions s'appuyait sur des réseaux associatifs, sur les loges maçonniques ou sur la presse locale — constituant, sur le terrain, d'efficaces outils de contrôle de la population et de sa liberté d'expression ».

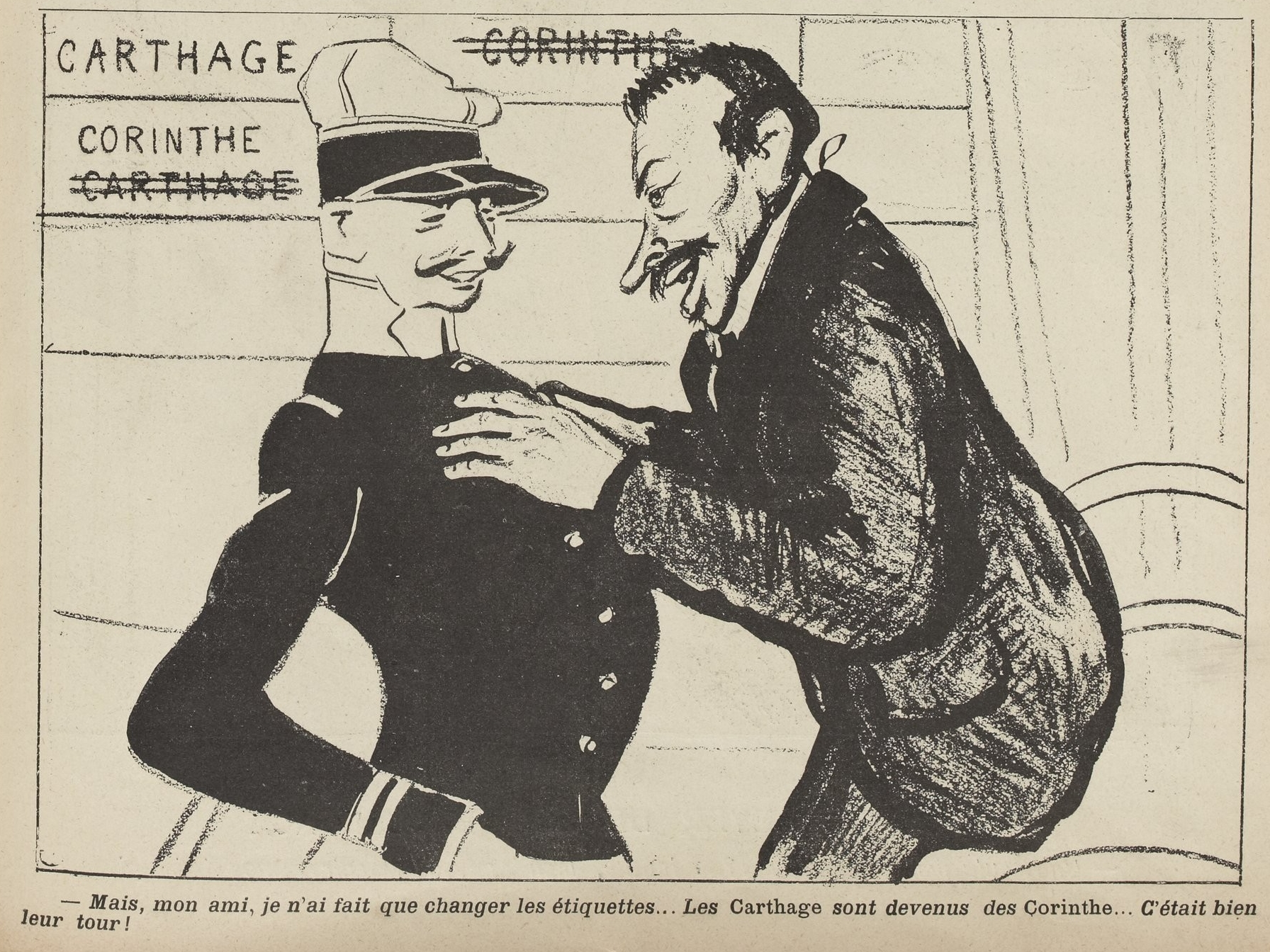
Caricature de L'Assiette au beurre (12 novembre 1904) faisant référence à la préférence donnée par le général André aux officiers républicains en matière d'avancement, afin de corriger les biais opposés qui ont supposément prévalu jusque-là.

L'affaire des fiches, scandale politique qui éclate en 1904, entraîne la chute de Combes l'année suivante. Elle concerne une opération de fichage politique et religieux mise en place dans l'Armée française à l'initiative du général Louis André, ministre de la Guerre, dans une volonté d'épuration de l'administration militaire, jugée conservatrice et antirépublicaine par les forces de gauche. De 1900 à 1904, les préfets, les loges maçonniques du Grand Orient de France et d'autres réseaux de renseignement établissent des fiches sur les officiers, qui sont transmises au cabinet du général André afin de décider de l'avancement hiérarchique et des décorations à attribuer. Ces documents secrets permettent au ministre de mettre en place un système où l'avancement des officiers républicains, francs-maçons ou libre-penseurs est favorisé, au détriment des militaires nationalistes et catholiques,.
Le 28 octobre 1904, le député Jean Guyot de Villeneuve interpelle le gouvernement à la Chambre des députés et révèle l'existence du système de fichage, produisant à l'appui de ses accusations des fiches qui lui ont été remises par Jean-Baptiste Bidegain, adjoint du secrétaire-général du Grand Orient. Cette révélation provoque l'indignation de la droite comme d'une partie des députés de la majorité, tandis que le ministre nie avoir connaissance de ces agissements. Durant la séance du 4 novembre, Guyot de Villeneuve produit un document qui l'incrimine pourtant directement. La séance est houleuse et le député nationaliste Gabriel Syveton gifle le général André, déclenchant une empoignade dans l'hémicycle,.
La démission du général André, de même que le soutien de Jean Jaurès et du Bloc des gauches, ne suffisent pas à éteindre le scandale : après la démission du Président du conseil, le gouvernement Combes chute le 15 janvier 1905 : usé par le pouvoir, Combes remet sa démission au président de la République sans pourtant avoir été mis en minorité.

## La fin du Bloc des gauches

### Poursuite des réformes et rupture progressive des alliances

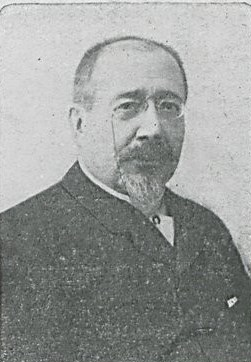
Maurice Rouvier en 1906.

C'est le ministre Maurice Rouvier qui est chargé de composer le nouveau gouvernement, un cabinet qui abandonne le principe de la délégation des gauches à la Chambre mais qui reçoit le soutien de la majorité du Bloc des gauches dans la mesure où il s'engage à « prendre l'abrogation de la loi Falloux, l'impôt sur le revenu et la séparation des Églises et de l'État au point où le cabinet précédent les avait menées ». Une semaine avant sa chute, Émile Combes avait fini par convaincre la Chambre des députés, à une courte majorité, de s'engager à discuter les projets de loi relatifs à l'impôt sur le revenu et aux retraites ouvrières.
Le projet de création d'un impôt sur le revenu avait longtemps été refusé par les députés modérés de l'Alliance démocratique et quelques radicaux. De même, les désaccords entre les membres du Bloc des gauches sont profonds sur les méthodes de confrontations sociales, du maintien de l'ordre et du droit de manifester, alors même que le syndicalisme s'organise plus efficacement sous l'égide de la Confédération générale du travail, qui affirme son indépendance vis-à-vis des partis politiques. Malgré la volonté gouvernementale de poursuivre, du moins partiellement, les réformes du Bloc des gauches, les socialistes entrent progressivement dans l'opposition. Alors que Jean Jaurès exige d'Aristide Briand qu'il refuse le ministère de l'Instruction publique, l'unification des socialistes au sein d'un même parti, la Section française de l'Internationale ouvrière, impose la rupture des anciennes alliances, ces derniers prenant ainsi leurs distances avec la majorité gouvernementale pour revendiquer une identité plus ouvrière et populaire.
Dans le même temps, le cabinet Rouvier entame une inflexion vers la droite en accordant la grâce aux condamnés nationalistes de la Haute Cour puis en refusant la liberté syndicale aux ouvriers de l'État. De fait, les socialistes assurent la cohésion nécessaire au vote des dernières grandes lois auxquelles ils souscrivent, mais les divergences fragmentent le Bloc des gauches, à l'image des critiques prononcées par Jaurès à l'égard du ministre des Affaires étrangères Théophile Delcassé et de la politique coloniale de la France à la suite de la crise de Tanger.
La loi instituant la séparation des Églises et de l'État, finalement votée le 9 décembre 1905, vient couronner la politique anticléricale du Bloc des gauches en définissant une forme de « laïcité à la française », mais elle marque également le terme de plus de six années de « République à gauche ».

### Séparation des Églises et de l'État (1905)

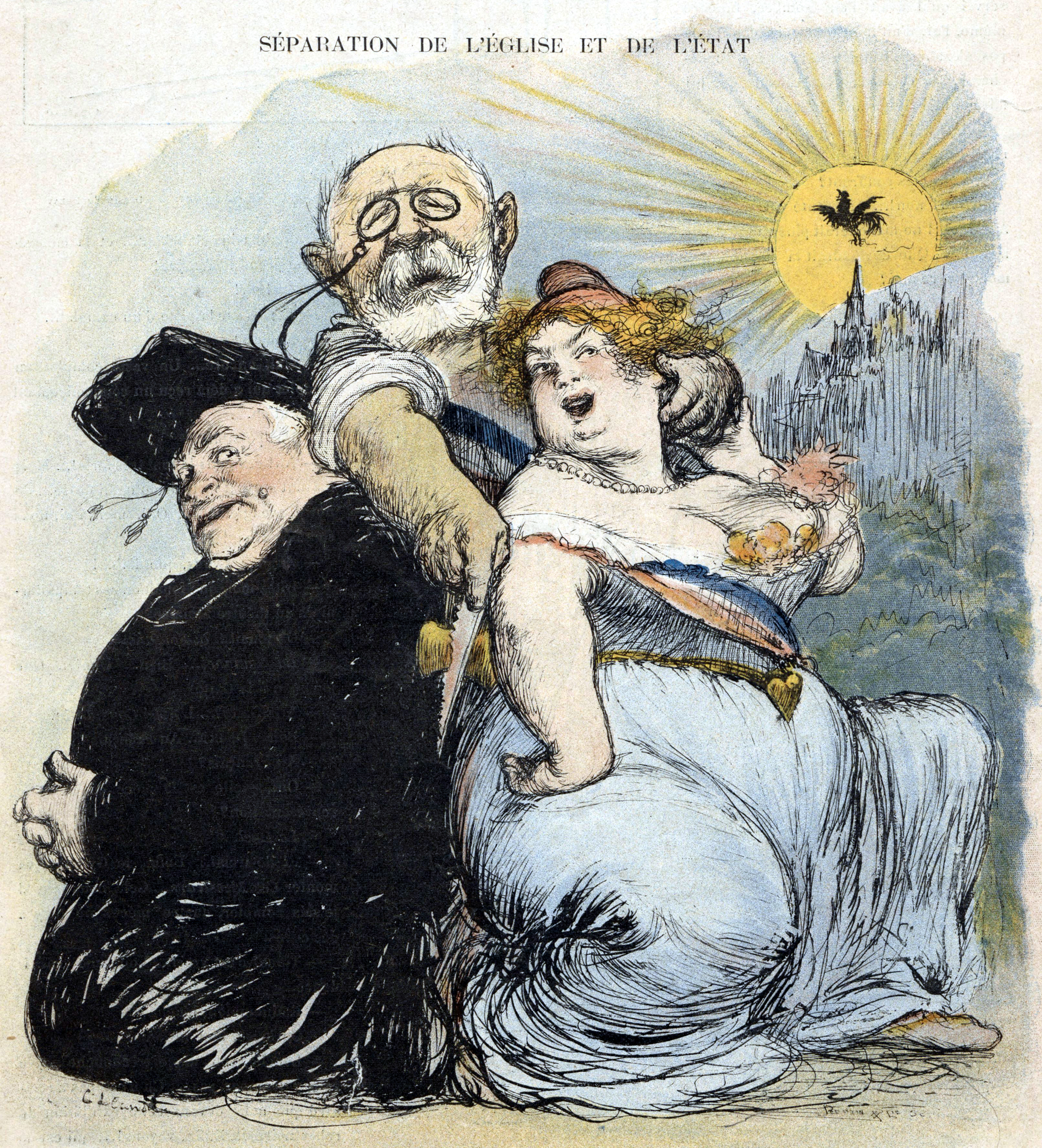
Le ministre Jean-Baptiste Bienvenu-Martin tranche le lien qui relie l'Église et l'État. Caricature parue dans Le Rire (1905).

Pour Jean Jaurès, la loi de séparation est la plus grande réforme qui ait été tentée en France depuis la Révolution. Depuis le programme de Belleville énoncé par Léon Gambetta en 1869, la séparation des Églises et de l'État constitue l'un des objectifs essentiels des radicaux. D'abord hésitant à s'engager fermement dans cette voie car il souhaite conserver un contrôle étroit du clergé par le biais du régime concordataire, Émile Combes finit par se ranger derrière la solution de la séparation tant celle-ci apparaît inévitable après la rupture des relations entre la France et le Vatican. Dans un discours prononcé à Auxerre le 4 septembre 1904, Émile Combes annonce son intention d'engager la réforme, ce que le Conseil des ministres adopte le 28 octobre. Prévu pour l'automne 1904, le projet est finalement reporté devant l'érosion de la majorité gouvernementale et le scandale de l'affaire des fiches.
La loi est finalement portée par le nouveau président du Conseil Maurice Rouvier et son ministre de l'Instruction publique, des Beaux-Arts et des Cultes, Jean-Baptiste Bienvenu-Martin, d'après les travaux de la commission parlementaire de 33 membres dont le député Aristide Briand est le rapporteur. Après plusieurs mois de débats houleux à l'assemblée, elle est adoptée le 9 décembre 1905.
Si l'alliance du Bloc des gauches n'est plus, la logique du rassemblement est maintenue, notamment sur la question de la laïcité, et permet aux partis de gauche d'assurer une large victoire lors des élections françaises de 1906. La gauche emporte 414 sièges contre seulement 175 à la droite, soit un écart encore plus important que lors du précédent scrutin de 1902. L'historien Gilles Candar note cependant qu'il est « difficile de voir en […] Maurice Rouvier, homme d'argent et de pouvoir, un homme de gauche malgré son anticléricalisme et son attachement à la laïcité ». Successeur d'Émile Combes, le président du Conseil s'appuie néanmoins sur une majorité de gauche pour faire voter plusieurs lois importantes. Ainsi, la possibilité d'une résurgence du Bloc des gauches, avec ou sans Émile Combes, est souvent évoquée jusqu'à la Première Guerre mondiale, en vain. Malgré quelques tentatives de consolidation, le reclassement au centre opéré par le gouvernement Maurice Rouvier en 1905 apparaît finalement comme « l'épilogue de la période du Bloc ».

## Héritage du Bloc des gauches

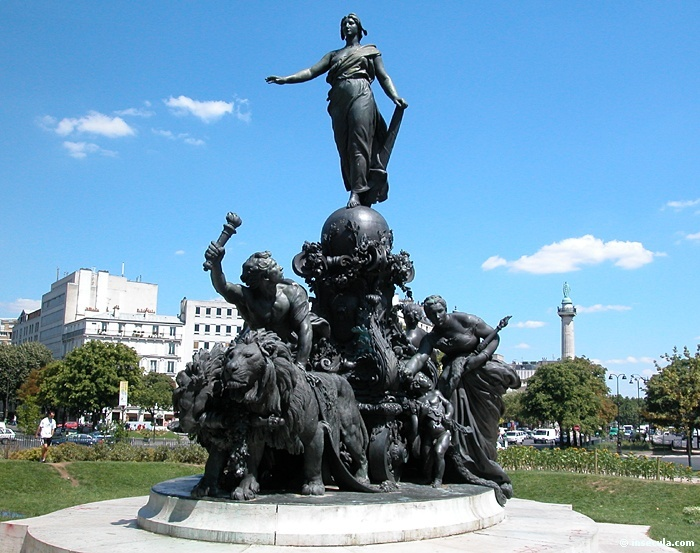
Le Triomphe de la République, monument de Jules Dalou inauguré en 1899, place de la Nation.

Selon l'historienne Madeleine Rebérioux, les trente-et-un mois d'exercice du pouvoir du gouvernement Émile Combes manifestent un « comportement culturel fondamental » qui définit le caractère laïque de la République française du XXe siècle. L'historien Vincent Duclert affirme que la Défense républicaine et le Bloc des gauches qui lui succèdent ont largement contribué à la stabilisation et à l'enracinement de la République : « Cette évolution procédait d'un apprentissage de la politique sur le terrain, permis par les sections locales du parti radical et des différentes ligues, des droits de l'Homme, de l'Enseignement, etc. La République n'était plus seulement une Constitution formelle, des institutions supérieures, des emblèmes sur les bâtiments publics. Elle devenait un cadre de vie, un espace à conquérir, à étendre. » Ainsi, la politique s'affirme clairement à cette époque « comme moteur du changement social et ressort de la démocratisation républicaine ».
Du gouvernement Waldeck-Rousseau à celui de Combes, la Troisième République connaît une période de stabilité gouvernementale sans précédent, marquée par l'affirmation des radicaux et les luttes anticléricales. Pour autant, l'anticléricalisme de combat promu par le cabinet Combes masque sa faiblesse et son incapacité sur le plan des réformes sociales. Vincent Duclert précise néanmoins que par l'action gouvernementale, « la « question laïque » […] sut devenir une doctrine positive et partagée, capable d'identifier la République à un idéal de liberté, la liberté de conscience et de croyance particulièrement ». Par ailleurs, cette politique anticléricale du Bloc des gauches ne conduit pas à la disparition de l'enseignement religieux en France : celui-ci ne perd que le tiers de ses effectifs dans le primaire et le quart dans le secondaire. De fait, l'injonction brutale à la laïcisation que constituent les lois contre les congrégations du cabinet Combes entraîne un renouvellement profond et une modernisation de l'enseignement catholique. À partir de 1911, un certain laxisme s'attache à l'application de la législation Combes, tandis que la fin de la Première Guerre mondiale marque un renouveau de l'enseignement congréganiste.
Le Bloc des gauches affiche donc un bilan contrasté et connaît un long effritement dans les deux dernières années du cabinet Combes. Bien qu'il exprime, à sa création, le rassemblement des forces de gauche autour d'une action laïque et anticléricale, sa négligence des problèmes sociaux entraîne peu à peu sa désunion. Alors que la Défense républicaine de Waldeck-Rousseau « avait complété son dispositif en jouant la carte d'un réformisme social encadré par les pouvoirs publics avec la présence au ministère du socialiste Millerand », le gouvernement Combes ne compte aucun ministre de cette tendance. Si la collaboration des socialistes opère à la Chambre des députés par le biais de la délégation des gauches et de figures comme Jean Jaurès, René Viviani et Aristide Briand, ou hors délégation par l'action de plusieurs députés dits révolutionnaires, comme Marcel Sembat, aucun rassemblement cohérent ne se dessine au sein du Bloc sur la question sociale.
La chute du gouvernement Clemenceau le 23 juillet 1909 entraîne le retour de l'instabilité parlementaire, onze gouvernements se succédant jusqu'au déclenchement de la Première Guerre mondiale. Selon Jean Garrigues et Philippe Lacombrade, « cette situation résulte de la dislocation du Bloc des gauches, du passage de la SFIO à l'opposition mais aussi de la division des radicaux dont une partie regarde vers la gauche, une autre, inquiète du pacifisme et de l'agitation sociale, privilégie l'alliance au centre ».